# Ilse Barleben
Ilse Barleben (* 22. September 1904 in Oldenburg; † 20. November 1974 in Remagen) war eine deutsche Historikerin und Werksarchivarin.

## Leben
Nach dem Besuch des Gymnasiums in Krefeld studierte Ilse Barleben von 1925 bis 1930 Geschichte, Wirtschaftsgeschichte und Staatswissenschaften in Köln, Königsberg und Bonn. 1931 promovierte sie an der Universität Bonn bei Franz Steinbach mit einer Arbeit über die innere Entwicklung der klevischen Städte im 17. und 18. Jahrhundert. Nach der Promotion fand sie Anstellungen im Verlagsbuchhandel (1931–1933), beim Stadtarchiv Elbing (1933–1934) sowie beim Privatarchiv der niederrheinischen Tuchmacherfamilie Lüps (1934–1937). 1938 wurde sie Werksarchivarin bei den Mannesmannröhren-Werken in Düsseldorf, um dann 1940 den Aufbau und die Leitung des Werksarchivs der Firma Henkel zu übernehmen. Dort wirkte sie bis zum Eintritt in den Ruhestand 1968.

## Werke (Auswahl)
- Geschichte der Familie Lüps. Der genealogische Teil unter Mitwirkung von Wilhelm de Joncheere. 2 Bände. E. Lüps, Düsseldorf 1937, DNB 560336985.
- Kleine Kulturgeschichte der Wäschepflege. Henkel, Düsseldorf 1951 (2. Aufl. 1955).
- Mülheim an der Ruhr. Beiträge zu seiner Geschichte von der Erhebung der Stadt bis zu den Gründerjahren. [Stadtverwaltung], Mülheim a. d. Ruhr 1959, DNB 450233111.
- Die Woestes vom Woestenhof im Kirchspiel Lüdenscheid. Ein Beitrag zur Familien- und Wirtschaftsgeschichte des märkischen Sauerlandes (= Altenaer Beiträge. Band 6). 2 Bände. Verlag Der Märker, Altena 1971, DNB 540105325.